# Samsung Galaxy Note PRO 12.2
Samsung Galaxy Note PRO 12.2 это 12.2-дюймовый планшетный компьютер с операционной системой Android - разработанный и продаваемый компанией Samsung Electronics.

## История
Galaxy Note PRO 12.2 был официально представлен 6 января 2014. Он был представлен одновременно с Galaxy Tab PRO 12.2, Tab PRO 10.1, и Tab PRO 8.4 на Международной выставке потребительской электроники 2014 в Лас-Вегасе.

## Особенности
Планшетный компьютер Galaxy Note PRO 12.2, как и вся линейка устройств семейства Galaxy Note, оснащён цифровой ручкой. В планшете используется новый пользовательский интерфейс Magazine UX. Компьютер доступен в вариантах:
- только с Wi-Fi (SM-P9000)
- с 4G/LTE и Wi-Fi (SM-P9050)

## Внешние ссылки
- samsung.com/ru/consumer/mobile-devices/tablet-pc-slate-pc/samsung-galaxy-note// — официальный сайт Samsung Galaxy Note PRO 12.2
- Обзор Samsung Galaxy Note PRO на ixbt.com